# Dieta
Dieta ist ein weiblicher Vorname.

## Herkunft und Bedeutung
Der Name Dieta ist aus dem Althochdeutschen Wort Diet abgeleitet, das Volk bedeutet. Ursprünglich wurde es aus Zusammensetzungen mit „Diet-“ wie Diethild als Koseform abgeleitet. Er gilt als nordischer Vorname für Mädchen.

## Verbreitung
Der Name ist seit dem Mittelalter belegt, wurde jedoch bis 1930 nur selten verwendet. Häufige Verbreitung findet der Name in Ostfriesland.